# 劉緯 (清朝)
刘纬，山东历城县（今山东济南）人，清朝初年官员。

## 生平
明崇禎九年（1636年），劉緯舉丙子科山東鄉試。明亡仕清，順治三年（1646年）登丙戌科進士。時江南初定，順治四年（1647年），劉緯出任崇明县知县。